# Xã Turnback, Quận Lawrence, Missouri
Xã Turnback (tiếng Anh: Turnback Township) là một xã thuộc quận Lawrence, tiểu bang Missouri, Hoa Kỳ. Năm 2010, dân số của xã này là 1.351 người.